# Richard Andree
Richard Andree (26. února 1835 – 22. března 1912) byl německý geograf a kartograf, významný všestranným zájmem, s nímž se věnoval etnografickým a kartografickým studiím Evropy, i Afriky. Na toto téma vydal několik atlasů a napsal řadu knih, zabývajících se zejména rasami německých zemí. 

## Život a dílo
Andree se narodil v Braunschweigu, jeho otcem byl geograf Karl Andree (1808–1875). Svého otce následoval ve studiu přírodních věd, zejména geologie a kartografie, na Univerzitách v Braunschweigu a Lipsku, podobně jako otec také vstoupil do studentského politického spolku, a to Corps Lusatia Lipsia. o jehož dějinách a členech později vydal samostatnou publikaci.
V letech 1859–1863 pracoval v Čechách v železářské huti, aby poznal zdejší národnostní poměry.
Jako spoluzakladatel a ředitel geografické kanceláře vydavatelství Velhagen & Klasing v Lipsku, se v letech 1873 až 1890 věnoval především kartografii.
Hlavní díla:

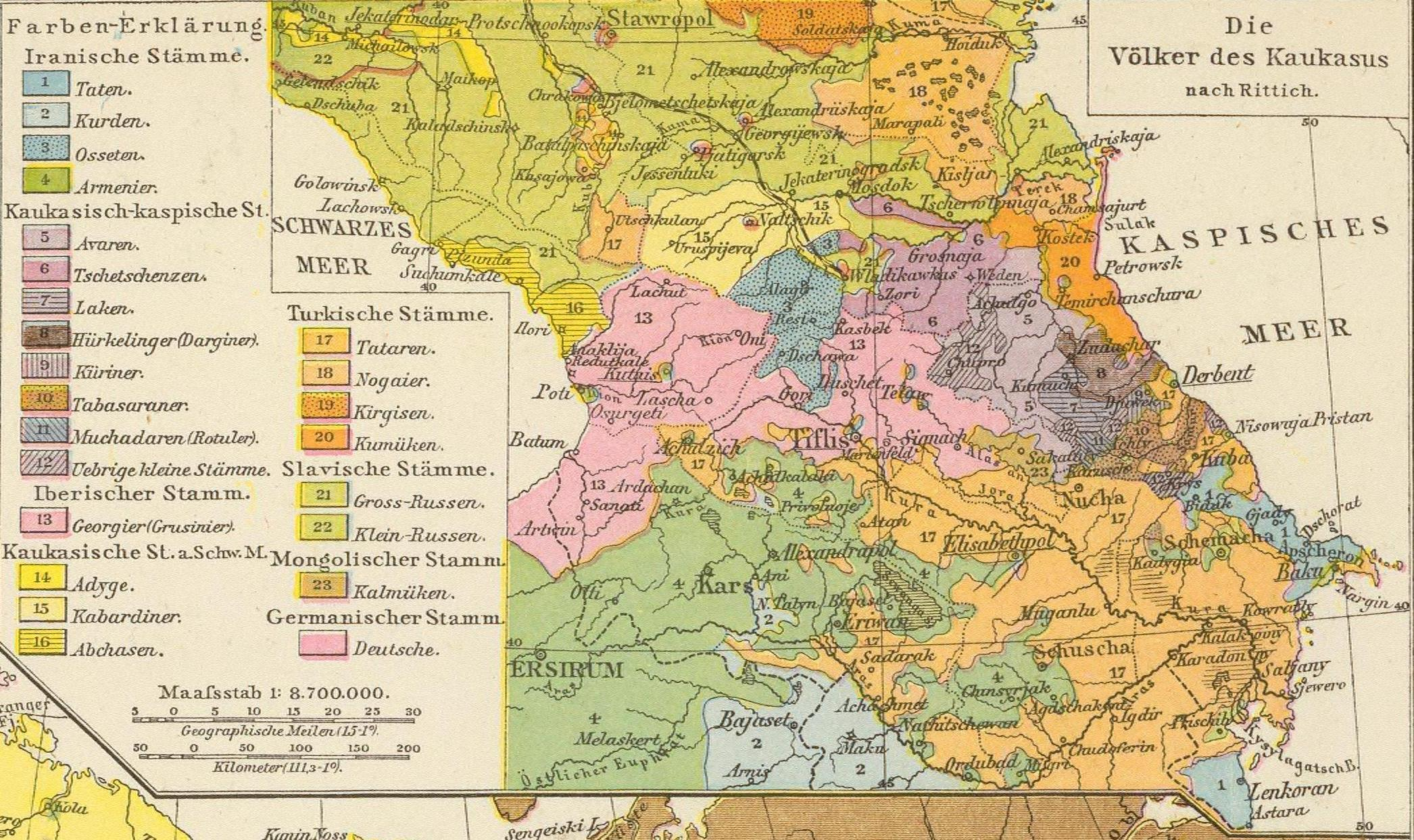
Etnografická mapa Ruska s Kavkazem, 1881

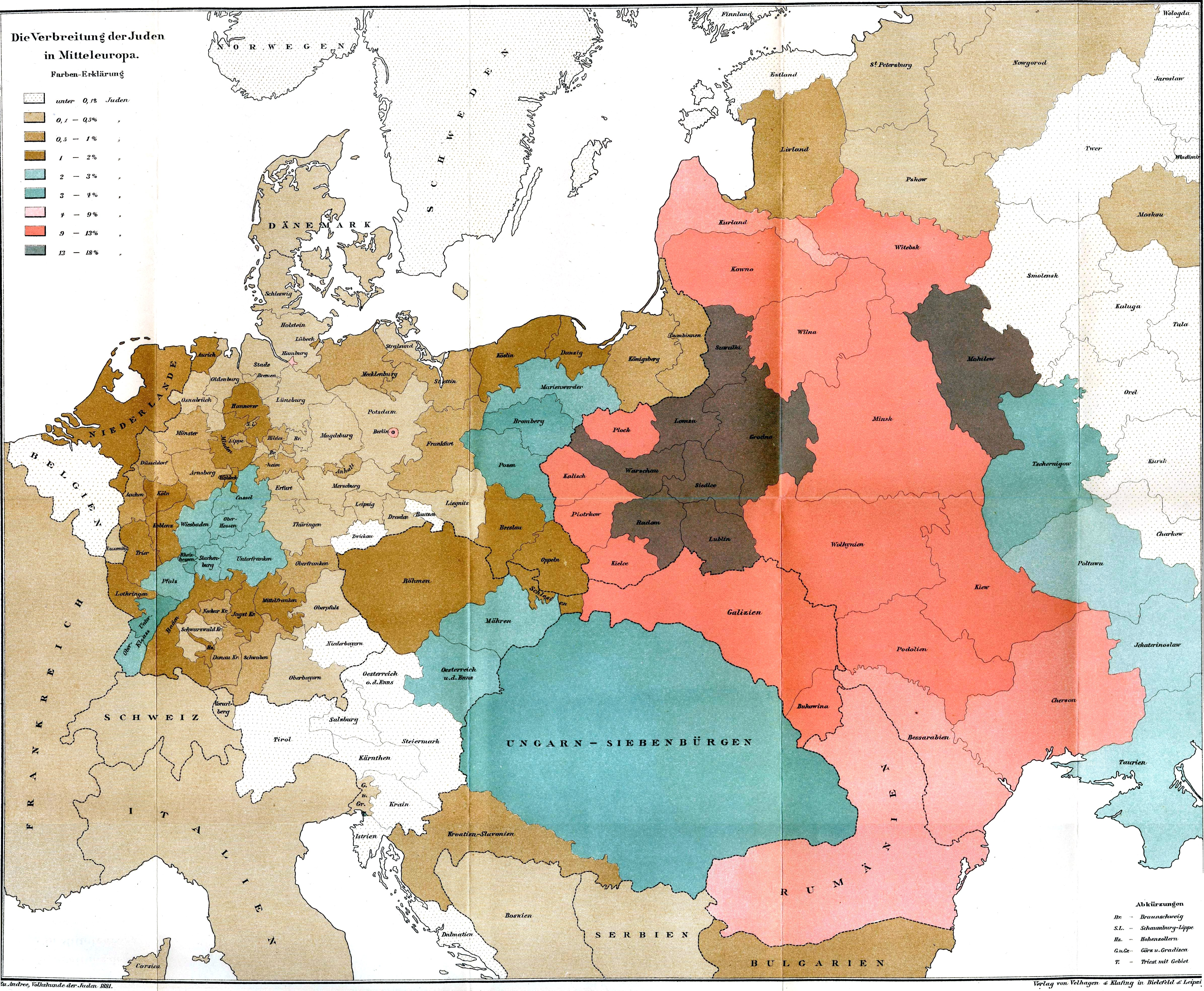
Mapa židovského obyvatelstva Evropy, 1881

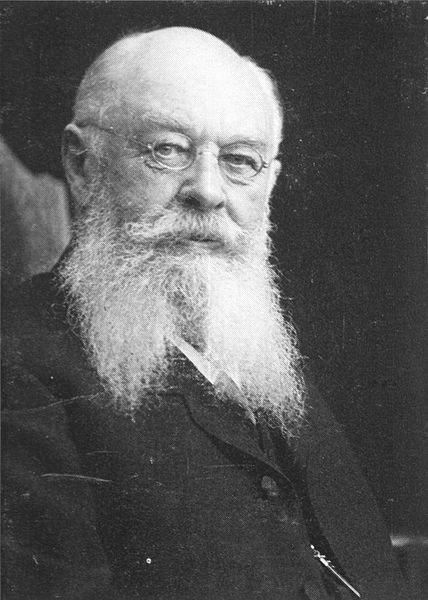
Richard Andree kolem roku 1900

- Atlas německé říše (Physikalisch-Statistischer Atlas des Deutschen Reichs), společně s Oscarem Peschelem, v Lipsku roku 1877.
- Všeobecný příruční atlas (Allgemeiner Handatlas), Lipsko, první vydání 1881, poslední vydání 1937), jeden z nejkomplexnějších světových atlasů všech dob. vycházejí z něj raná vydání britského Times Atlas of the World (1895-1900), stejně jako Cassellův Universal Atlas.
- Všeobecný příruční historický atlas (Allgemeiner Historischer Handatlas), společně s Gustavem Droysenem, synem Johanna Gustava Droysena, vydán v Lipsku roku 1886.
- Vydával i školní atlasy.

- Nejdůležitějším etnografická srovnávací studie jsou jeho Ethnographische Parallelen und Vergleiche (Stuttgart, 1878).
- Již roku 1869 vydal také první etnografickou studii o Habeši a jeho obyvatelstvu, bohatě ilustrovanou: Abessinien, das Alpenland unter den Tropen und seine Grenzländer (Lipsko, první vydání 1869)[2].

Andree významně přispíval ke srovnávacím etnografickým studiím různých zemí, jejich mytologie a obyvatel. Věnoval se například i historii vampirismu. Zajímal se rovněž o kulturní dějiny Lužických Srbů, v tom jeho práci ovlivnila studia Arnošta Muky. Prosazoval také myšlenky Adolfa Bastiana na společnou mentalitu a rovnocennost všech lidí. 

## Ocenění a závěr kariéry
Za své zásluhy byl Andree v roce 1886 zvolen členem Akademie přírodních věd Leopoldina v Halle–Saale.  
V roce 1890 se přestěhoval do Heidelbergu, kde v letech 1891–1903 pokračoval v redakci  akademického geografického časopisu Globus, který založil jeho otec.
V roce 1909 byl zvolen členem berlínské Společnosti pro antropologii, etnologii a dějiny pravěku (Berliner Gesellschaft für Anthropologie, Ethnologie und Urgeschichte).

## Manželství a úmrtí
Andree byl dvakrát ženat. 
Poprvé se oženil roku 1865 s Emilií von Kawieckou, která zemřela roku 1893. V roce 1903 se Andree oženil podruhé, a to s rakouskou botaničkou a folkloristkou Marií Eysn, která se stala známou jako Marie Andree-Eysn. Od roku 1904 spolu bydleli v Mnichově, kde jeho manželka zemřela v roce 1929.
Richard Andree zemřel náhle roku 1912, ve vlaku z Norimberka do Mnichova. 